# Проспер Пує
Проспер Антуан Марі Жозеф, віконт Пує (5 березня 1868 , Левен, Брабант  — 3 грудня 1937 , Левен, Брабант ) — бельгійський політичний діяч.
Народився у Левені, вивчав право в Католицькому університеті, а згодом став професором власного вишу.
Займав різні міністерські посади у 1911⁣ — ⁣1934 роках:
- міністра мистецтв і науки (1911—1918)
- міністра залізниці й пошти (1919—1920)
- внутрішніх справ (1924—1925, 1932—1934)
- економіки (1925)
- міністра юстиції (1925—1926)
- оборони (1926)

Очолював уряд з 1925 до 1926 року.